# Metaontologia
Metaontologia é o estudo do campo de investigação conhecido como ontologia. O objetivo da metaontologia é esclarecer do que se trata a ontologia e como interpretar o significado das afirmações ontológicas. Diferentes teorias metaontológicas discordam sobre qual é o objetivo da ontologia e se uma determinada questão ou teoria está no âmbito da ontologia. Não há acordo universal se a metaontologia é um campo de investigação separado além da ontologia ou se é apenas um ramo da ontologia.
Os realistas metaontológicos sustentam que há respostas objetivas para as questões básicas da ontologia. De acordo com a abordagem quineana, o objetivo da ontologia é determinar o que existe e o que não existe. A abordagem neoaristotélica afirma que o objetivo da ontologia é determinar quais entidades são fundamentais e como as entidades não fundamentais dependem delas. Os antirrealistas metaontológicos, por outro lado, negam que haja respostas objetivas para as questões básicas da ontologia. Um exemplo de tal abordagem é a tese de Rudolf Carnap de que a verdade das afirmações de existência depende do quadro de referência em que estas afirmações são formuladas.
O termo "metaontologia" é de origem recente. Foi usado pela primeira vez por Peter van Inwagen ao analisar a crítica de Willard Van Orman Quine à metafísica de Rudolf Carnap, onde Quine introduziu uma técnica formal para determinar os compromissos ontológicos em uma comparação de ontologias.

## Relação com a ontologia
Thomas Hofweber, embora reconheça que o uso do termo é controverso, sugere que a metaontologia constitui um campo de investigação separado da ontologia como sua metateoria, quando entendida em sentido estrito. Mas a ontologia também pode ser interpretada de forma mais ampla como contendo sua metateoria. Os defensores do termo tentam distinguir a ontologia, que investiga o que existe, da metaontologia, que investiga o que estamos perguntando quando perguntamos o que existe.
A noção de compromisso ontológico (ontological commitment) é útil para elucidar a diferença entre a ontologia e a metaontologia. Uma teoria está ontologicamente comprometida com uma entidade se essa entidade deve existir para que a teoria seja verdadeira. A metaontologia está interessada, entre outras coisas, em quais são os compromissos ontológicos de uma determinada teoria. Para esta investigação não importa se a teoria e seus compromissos são verdadeiros ou falsos. A ontologia, por outro lado, está interessada, entre outras coisas, em quais entidades existem, ou seja, quais compromissos ontológicos são verdadeiros.

## Realismo
O realista metaontológico sustenta que há respostas objetivas para as questões básicas da ontologia. Os trabalhos recentes no realismo metaontológico podem ser divididos em duas abordagens: a abordagem neoaristotélica e a abordagem quineana.

### Abordagem quineana
De acordo com a abordagem quineana, o objetivo da ontologia é determinar o que existe e o que não existe. O próprio Quine desenvolveu uma versão específica desta abordagem, baseando-se na lógica de primeira ordem e em teorias científicas preexistentes para responder às questões de existência. Envolve traduzir estas teorias em fórmulas de lógica de primeira ordem. Seus compromissos ontológicos são então extraídos dos quantificadores existenciais utilizados nas fórmulas.
Uma ideia por trás desta abordagem é que as teorias científicas são nosso melhor palpite sobre o que é verdade. Mas, para que sejam verdadeiras, deve haver algo lá que as torne verdadeiras: seus veridadores (truthmakers). Os quantificadores existenciais atuam como um guia para os veridadores.
Outra abordagem para responder a questões de existência é proposta por Amie L. Thomasson. Sua abordagem fácil para a ontologia (easy approach to ontology) difere da abordagem de Quine, pois se baseia no senso comum em vez da ciência. A abordagem é fácil porque geralmente parte de premissas de senso comum muito triviais. Por exemplo, um argumento fácil para a existência de números na filosofia da matemática pode ser feito da seguinte maneira. Há cinco livros em cima da mesa. Portanto, o número de livros em cima da mesa é cinco. Portanto, os números existem. A abordagem de Thomasson difere da de Quine não apenas em relação ao seu compromisso com o senso comum, mas também em relação ao seu relato da quantificação.

### Abordagem neoaristotélica
De acordo com a abordagem neoaristotélica, o objetivo da ontologia é determinar quais entidades são fundamentais e como as entidades não fundamentais dependem delas. O conceito de fundamentalidade é geralmente definido em termos de fundamentação metafísica. As entidades fundamentais são diferentes das entidades não fundamentais porque não se baseiam em outras entidades. Por exemplo, às vezes se sustenta que as partículas elementares são mais fundamentais que os objetos macroscópicos (como cadeiras e mesas) que compõem. Esta é uma afirmação sobre a relação de fundamentação entre objetos microscópicos e macroscópicos. Um neoaristotélico classificaria esta afirmação como uma afirmação ontológica.
O próprio Aristóteles também era "neoaristotélico" no sentido de que sustentava que entidades de diferentes categorias ontológicas têm diferentes graus de fundamentalidade. Por exemplo, as substâncias têm o mais alto grau de fundamentalidade porque existem em si mesmas. As propriedades, por outro lado, são menos fundamentais porque dependem de substâncias para sua existência.
O monismo prioritário de Jonathan Schaffer é uma forma mais recente de ontologia neoaristotélica. Ele sustenta que no nível mais fundamental existe apenas uma coisa: o mundo como um todo. Esta tese não nega nossa intuição de senso comum de que os objetos distintos que encontramos em nossos assuntos cotidianos, como carros ou outras pessoas, existem. Apenas nega que estes objetos têm a forma mais fundamental de existência.

### Comparação
De acordo com Schaffer, uma diferença importante entre as duas abordagens é que a abordagem quineana leva a uma ontologia plana (flat ontology), enquanto a abordagem neoaristotélica leva a uma ontologia ordenada (ordered ontology). Em uma ontologia plana, não há diferença na fundamentalidade entre os diferentes objetos: todos eles estão no mesmo nível. Em uma ontologia ordenada, por outro lado, as entidades fazem parte de uma estrutura hierárquica complexa com diferentes níveis. Os níveis mais altos desta estrutura se baseiam nos níveis mais básicos. Schaffer também distingue um terceiro tipo de ontologia que ele chama de classificada (sorted). As ontologias classificadas classificam entidades em diferentes categorias ontológicas exclusivas. Mas esta classificação não implica nenhuma relação hierárquica entre as entidades das diferentes categorias.
Foi argumentado que o neoaristotelismo não é uma alternativa genuína ao quineanismo. Assim, as teorias em ontologia podem combinar elementos de ambas as abordagens sem se tornarem inconsistentes.

## Antirrealismo
O antirrealista metaontológico sustenta que não há respostas objetivas para as questões básicas da ontologia. Um exemplo de tal abordagem é a tese de Rudolf Carnap de que a verdade das afirmações de existência depende do quadro de referência em que estas afirmações são formuladas. A escolha entre os quadros de referência é guiada por considerações pragmáticas, mas não há nenhum fato definitivo sobre qual quadro é correto. Quine discordou de seu mestre Carnap nestes pontos, o que levou ao debate Carnap-Quine. Amie L. Thomasson resume o desacordo subjacente a este debate com referência à distinção "entre questões de existência feitas usando um quadro linguístico e questões de existência que deveriam ser feitas de alguma forma sem estar sujeitas a essas regras - feitas, como Quine coloca, "antes da adoção da língua dada". Carnap refere-se a esta distinção como a distinção interna-externa.